# فيتوريتو
فيتوريتو (بالإيطالية: Vittorito)‏ هي بلدية في مقاطعة لاكويلا في إقليم أبروتسو الإيطالي.

## السكان
في سنة 1861 بلغ عدد السكان 1٬489 نسمة، وتطور العدد ليصل في سنة 2011 لـ 898 نسمة.
يظهر هذا المخطط البياني تطور النمو السكاني لـ فيتوريتو